# ژوآو ویرا
ژوآو ویرا (پرتغالی: João Vieira؛ زادهٔ ۲۰ فوریهٔ ۱۹۷۶) دونده پیاده‌روی سرعت اهل پرتغال است.
وی در مسابقات کشوری و بین‌المللی در مجموع برندهٔ ۱ مدال نقره، ۱ مدال برنز شده‌است.